# R.O.B.
R.O.B. (abbreviazione di Robotic Operating Buddy, traducibile "amico operativo robotico") è un robot androide sviluppato da Nintendo come accessorio per la console Nintendo Entertainment System nel 1985. Permette di giocare a videogiochi manipolando anche pezzi fisici.

## Storia
È stato commercializzato a partire dal 26 luglio 1985 in Giappone. In Nord America è stato messo in commercio il 18 ottobre dello stesso anno, mentre in Europa il 1º settembre 1986. È stato progettato con l'intenzione di rappresentare il NES come qualcosa di nuovo, al fine di alleviare i timori nati dalla crisi dei videogiochi del 1983, allora ancora fortemente presenti nel mercato nordamericano.
Fu venduto incluso con il NES Deluxe Set. Era una tecnica stile "Cavallo di Troia" per commercializzare il sistema come fosse un giocattolo elettronico piuttosto che una console, sulle quali c'era diffidenza, ma di fatto per possedere R.O.B. si doveva possedere anche la console, da cui la metafora del Cavallo.
R.O.B. ebbe breve durata sul mercato, con il supporto di soli due giochi compatibili, i titoli di lancio che costituivano la "Serie Robot": Stack-Up e Gyromite. L'accessorio fu comunque un grosso successo per la Nintendo, ma per gli utenti finì presto inutilizzato, e la totale mancanza di giochi di supporto successivi divenne una delle più celebri nella storia dei videogiochi.

## Specifiche
- Altezza: 24 cm.
- Alimentato da 4 batterie AA.
- 45° di rotazione della testa e 240° delle braccia.
- Cinque ingressi intorno alla base esagonale (numerati in senso orario, partendo dal posteriore di sinistra, dal punto di vista del robot) e incavi sulle mani consentono di collegare parti specializzate a seconda del gioco.
- Un filtro colorato può essere posto sugli occhi per compensare l'uso con televisori troppo luminosi.

## Funzionamento

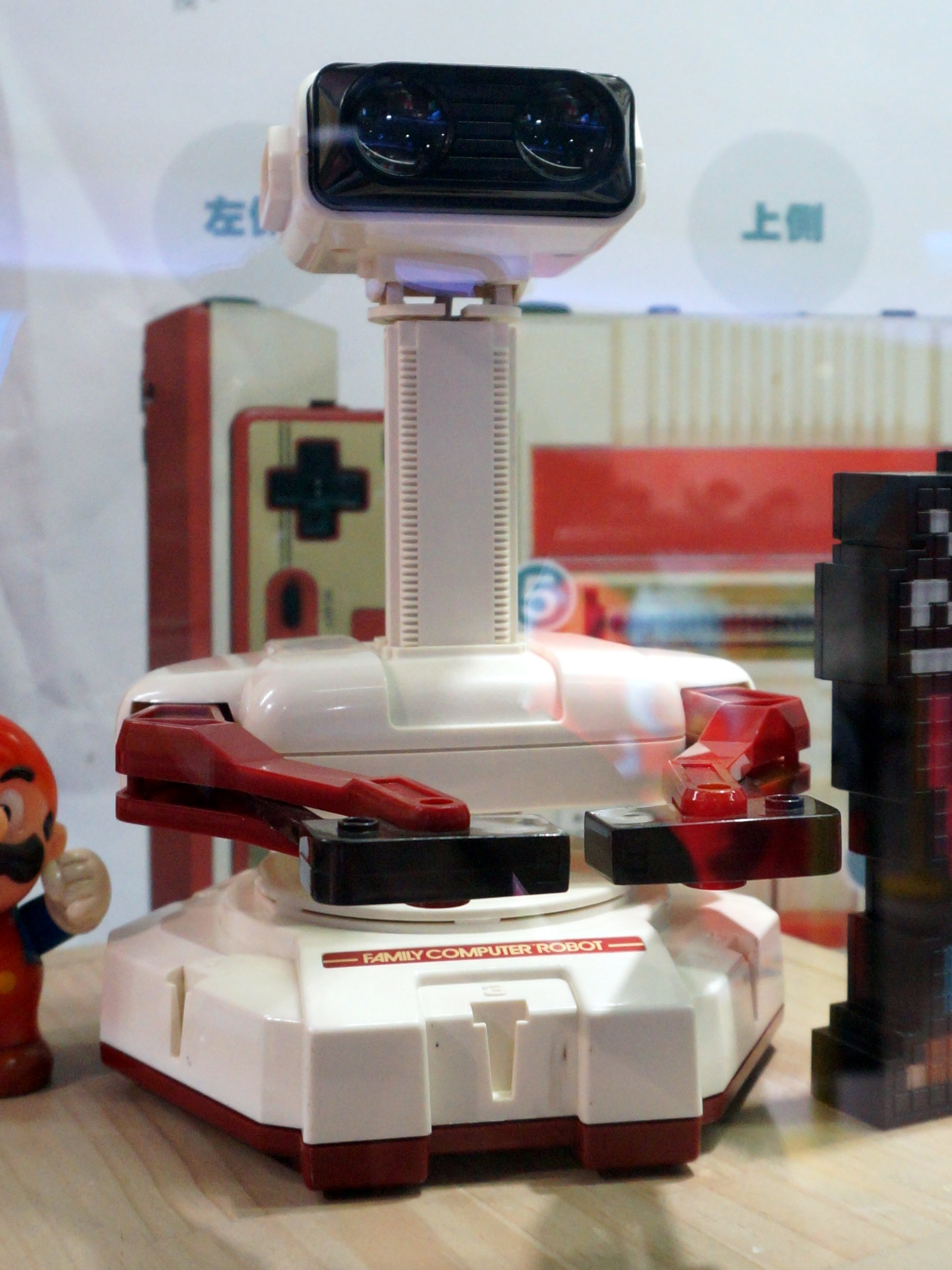
La versione di R.O.B. per il Famicom giapponese, in un negozio di videogiochi retrò

R.O.B. riceve i comandi tramite flash ottici dallo schermo ai suoi occhi. Una volta acceso, è pronto a ricevere i comandi. Come la Zapper, R.O.B. funziona correttamente con un televisore a tubo catodico. Tutti i giochi della "Serie Robot" contengono una modalità per testare la ricezione di R.O.B., per ottimizzare così la giocabilità.

## Videogiochi
R.O.B. è compatibile esclusivamente con i videogiochi della "Serie Robot", che si compone di soli due titoli:
- Stack-Up era in dotazione con 5 piedistalli, 5 blocchi di diverso colore, e 2 guanti per R.O.B. con cui afferrarli.
- Gyromite era in dotazione con 2 guanti per R.O.B., 2 giroscopi, 2 vassoi, uno rosso e uno blu (con leve per spingere pulsanti sul joypad secondo quando un giroscopio è appoggiato sul vassoio), 1 motore (per accelerare i giroscopi), e 2 vassoi neri (per depositare i giroscopi quando non utilizzati). Questi pezzi sono molto difficili da trovare oggi, dato che spesso finiscono perduti a causa delle loro piccole dimensioni.

## Altre apparizioni
R.O.B. fa delle apparizioni in numerosi videogiochi, tra cui StarTropics, Kirby's Dream Land 3, Viewtiful Joe, Pikmin 2, e in ogni capitolo delle serie Star Fox, F-Zero e WarioWare. È inoltre un personaggio sbloccabile in Mario Kart DS, Super Smash Bros. Brawl, Super Smash Bros. per Nintendo 3DS e Wii U e Super Smash Bros. Ultimate.

## Accoglienza
L'uso di R.O.B. come "cavallo di Troia" dopo la crisi del 1983 è stato definito da GameSpy come la quinta mossa più intelligente nella storia dei videogiochi. Yahoo! ha criticato R.O.B. come uno dei più folli controller mai commercializzati, evidenziando anche il fatto che questa costosa periferica fosse compatibile solo con due giochi (uno dei quali poteva anche essere giocato senza).